# کریس دیویس (بازیکن فوتبال)
کریس دیویس (انگلیسی: Chris Davies؛ زادهٔ ۲۷ مارس ۱۹۸۵) بازیکن فوتبال اهل بریتانیا است.
از باشگاه‌هایی که در آن بازی کرده‌است می‌توان به باشگاه فوتبال ردینگ اشاره کرد.
وی همچنین در تیم ملی فوتبال Wales U17، Wales U18، Wales U19 بازی کرده‌است.